# DEL-22379
DEL-22379 és una molècula descoberta el 2015 i classificada com a fàrmac, amb efectes antitumorals. El seu efecte antitumoral fou provat amb animals per a acabar amb càncer de colon i de melanoma i va tenir èxit. La manera en què afecta els tumors és evitant que es produeixi la dimerització entre dos proteïnes ERK.